# アスター・ロウ

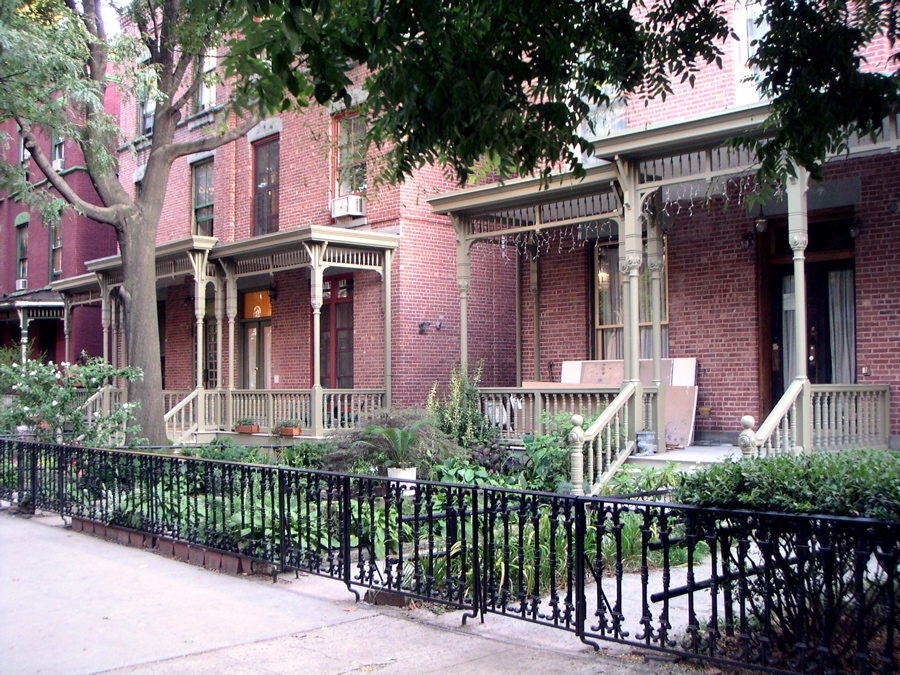
アスター・ロー

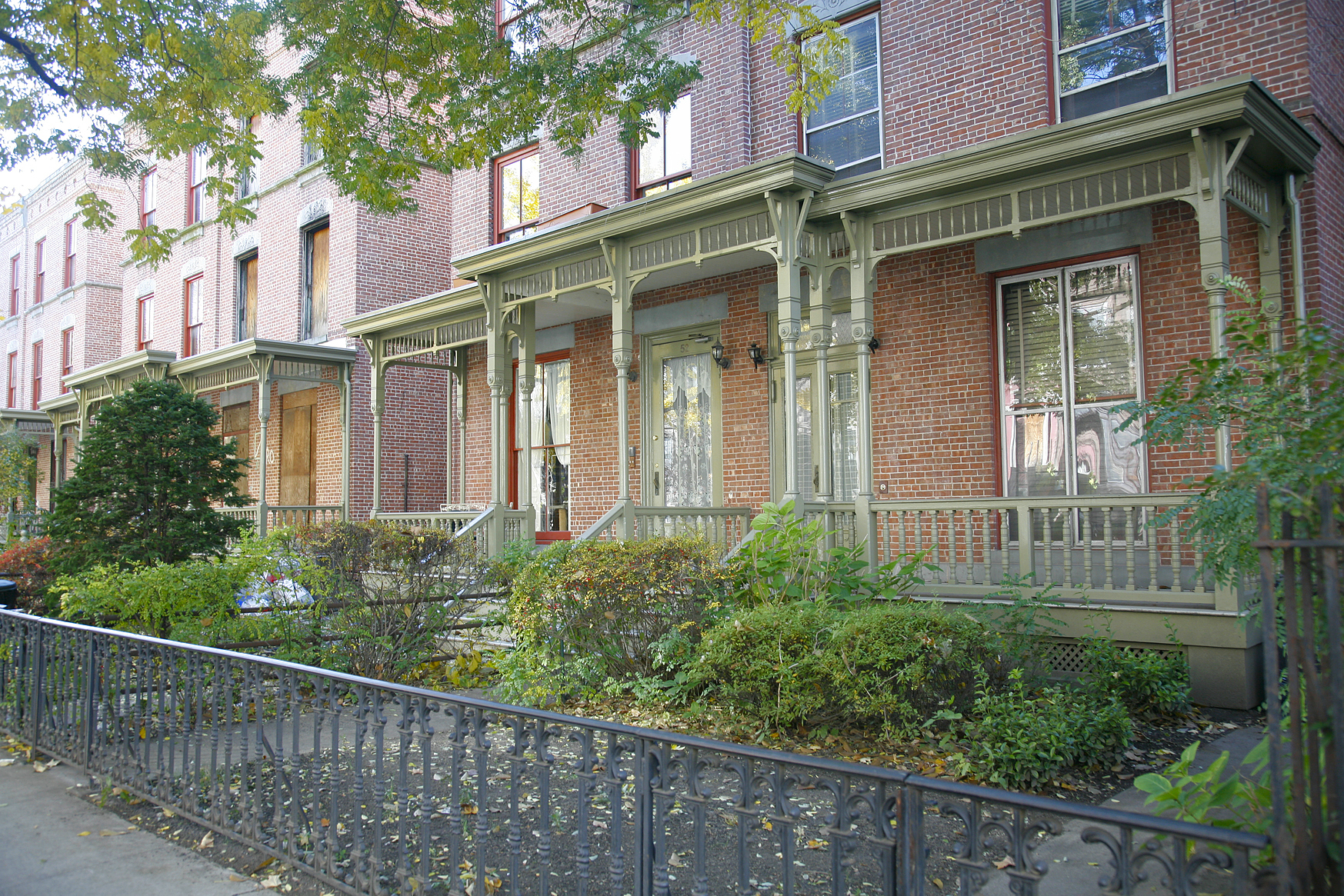
アスター・ロウ（2007年）

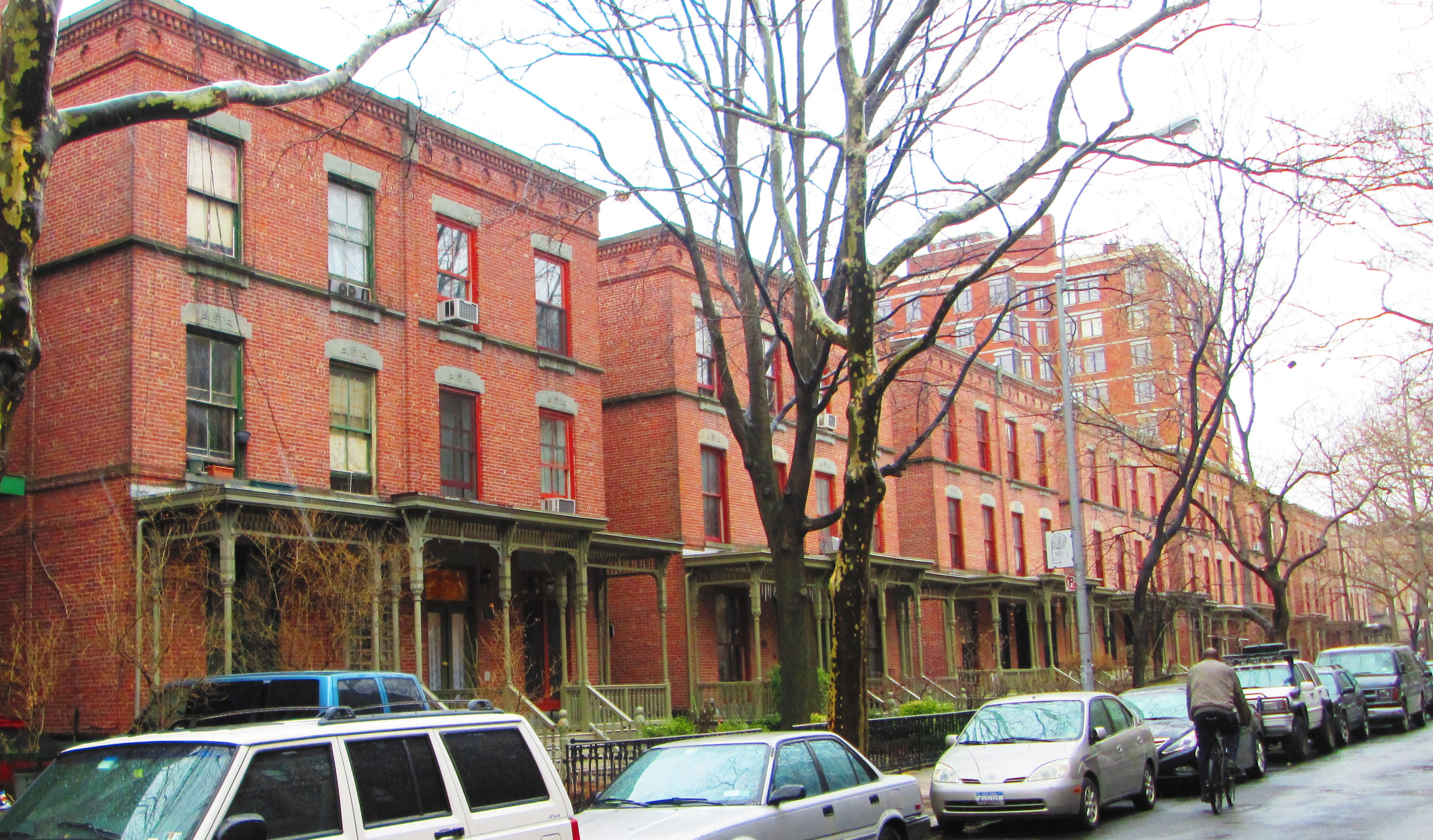
アスター・ロウの西端（2014年）

アスター・ロー (英: Astor Row) は、ニューヨーク市マンハッタン区ハーレムにある通りである。正式には、西130丁目の5番街およびレノックス・アベニュー (en) の間の区間の南側に並ぶ28件のロウ・ハウスを指す。
名前の由来は、これらの家を所有するアスター家から来ている。

## 概要
アスター・ローは、ハーレムエリアで最も初期に計画されたタウンハウスであり、en:Charles Buekによる設計で、1880年から1883年の期間に建設された。これらの家が建つ土地は、ジョン・ジェイコブ・アスターによって1844年に$10,000で購入されており、その孫のウィリアム・バックハウス・アスター・ジュニア (en) がアスター・ロウの建設を進めた。
三階建てのれんが造り、一世帯向けのファミリー・ハウスで、通りから奥まって建っており、家の前後には庭があり、木造の屋根付き玄関を持つ、マンハッタンでは珍しい構造となっている。8番地から22番地までの家はそれぞれ独立した家屋だが、24番地から60番地の家は背中合わせに並んでいる。
アスター・ロウ家屋群は1981年8月11日にニューヨーク市ランドマーク (en) に指定された。